# Tarnowiec (stacja kolejowa)
Tarnowiec – stacja kolejowa w miejscowości Tarnowiec, w województwie podkarpackim, w Polsce.
W roku 2017 stacja obsługiwała 20–49 pasażerów na dobę.

## Ruch pasażerski
| Rok  | Wymiana pasażerska na dobę |
| ---- | -------------------------- |
| 2017 | 20–49                      |
| 2022 | 0-9                        |

mpa, jak i tory do zakładu są nieeksploatowane.